# Dufek-Massiv
Das Dufek-Massiv (in Argentinien Macizo Santa Teresita, in Chile Macizo Augusto Pinochet) ist ein schroffes, größtenteils schneebedecktes Massiv von etwa 43 km Länge im westantarktischen Queen Elizabeth Land. Es ragt westlich der Forrestal Range im nördlichen Abschnitt der Pensacola Mountains auf.
Entdeckt und fotografiert wurde das Massiv während des Transkontinentalfluges der United States Navy vom 13. Januar 1956 im Rahmen der ersten Operation Deep Freeze vom McMurdo-Sund zum Weddell-Meer und zurück. Das Advisory Committee on Antarctic Names benannte es 1957 nach Konteradmiral George J. Dufek (1903–1977), Kommandant der Task Force 43 während dieser Operation. Die kartografische Erfassung erfolgte durch den United States Geological Survey in den Jahren 1967 bis 1968 und mithilfe von Luftaufnahmen der United States Navy aus dem Jahr 1964. Argentinische Wissenschaftler benannten das Massiv dagegen nach der Heiligen Teresa von Ávila (1515–1582). Namensgeber der chilenischen Benennung ist der chilenische General und Diktator Augusto Pinochet (1915–2006).

## Topographische Kartenblätter
Das Dufek-Massiv erstreckt sich über zwei Kartenblätter von West nach Ost:

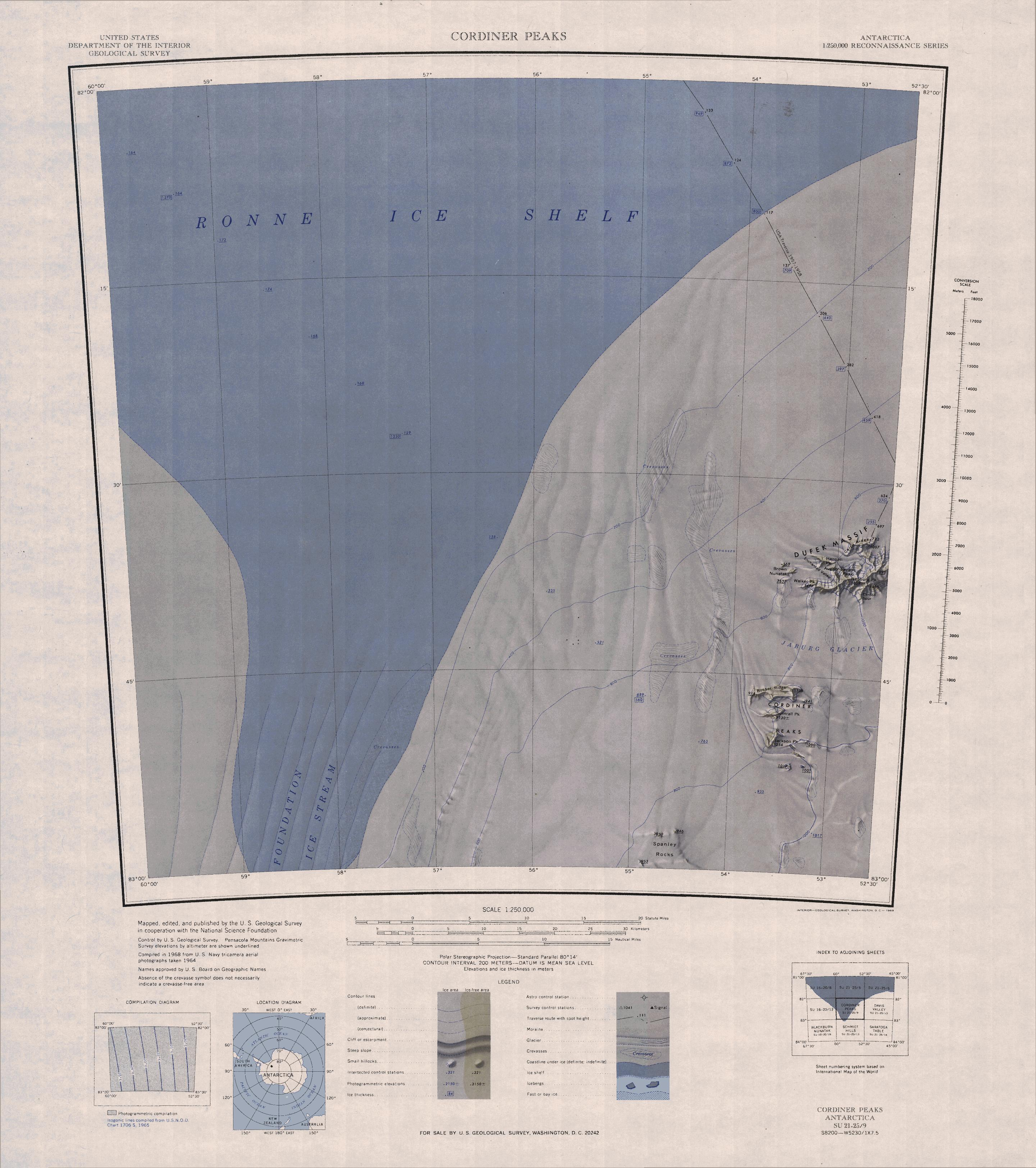
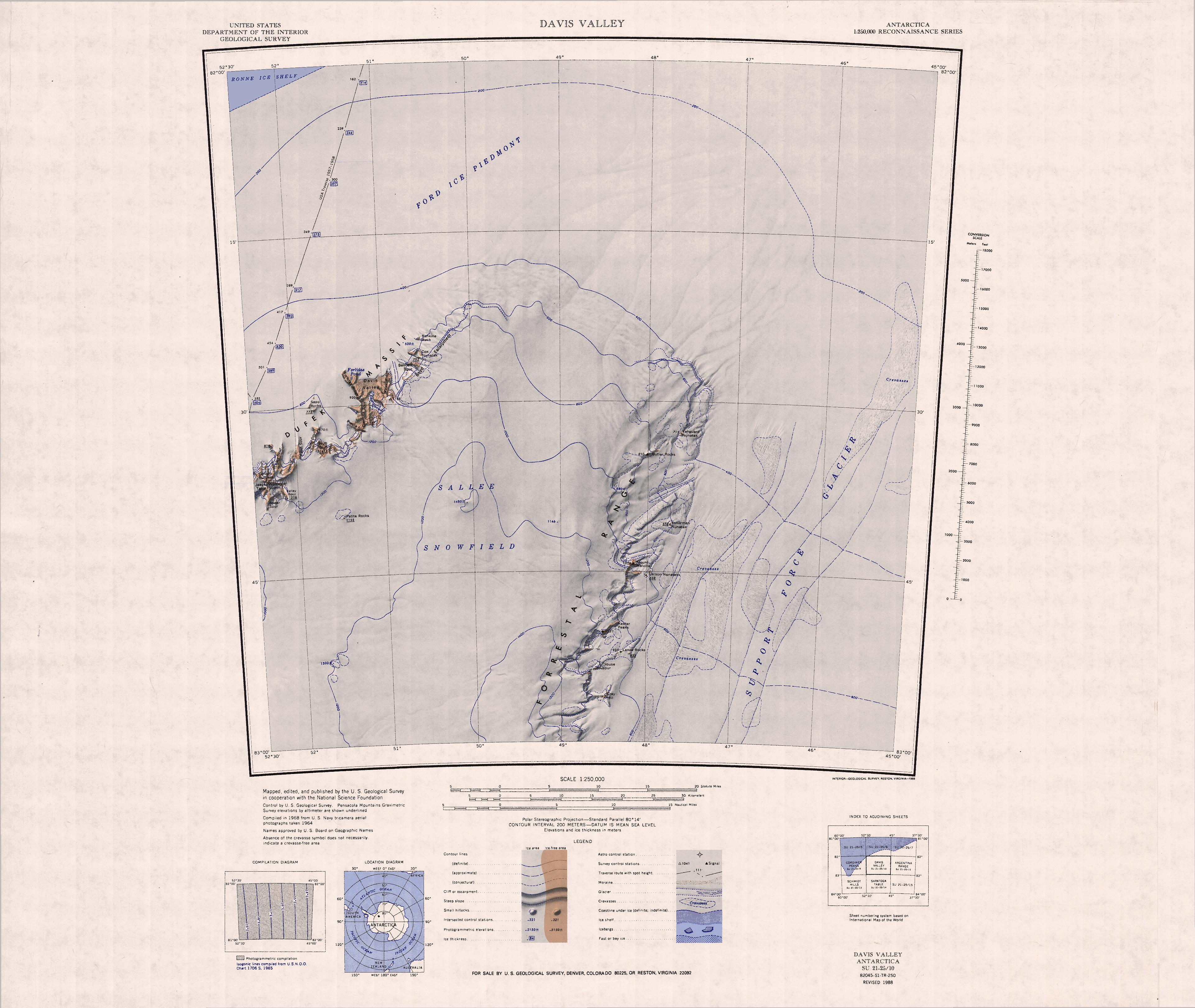